# إنكار النسب

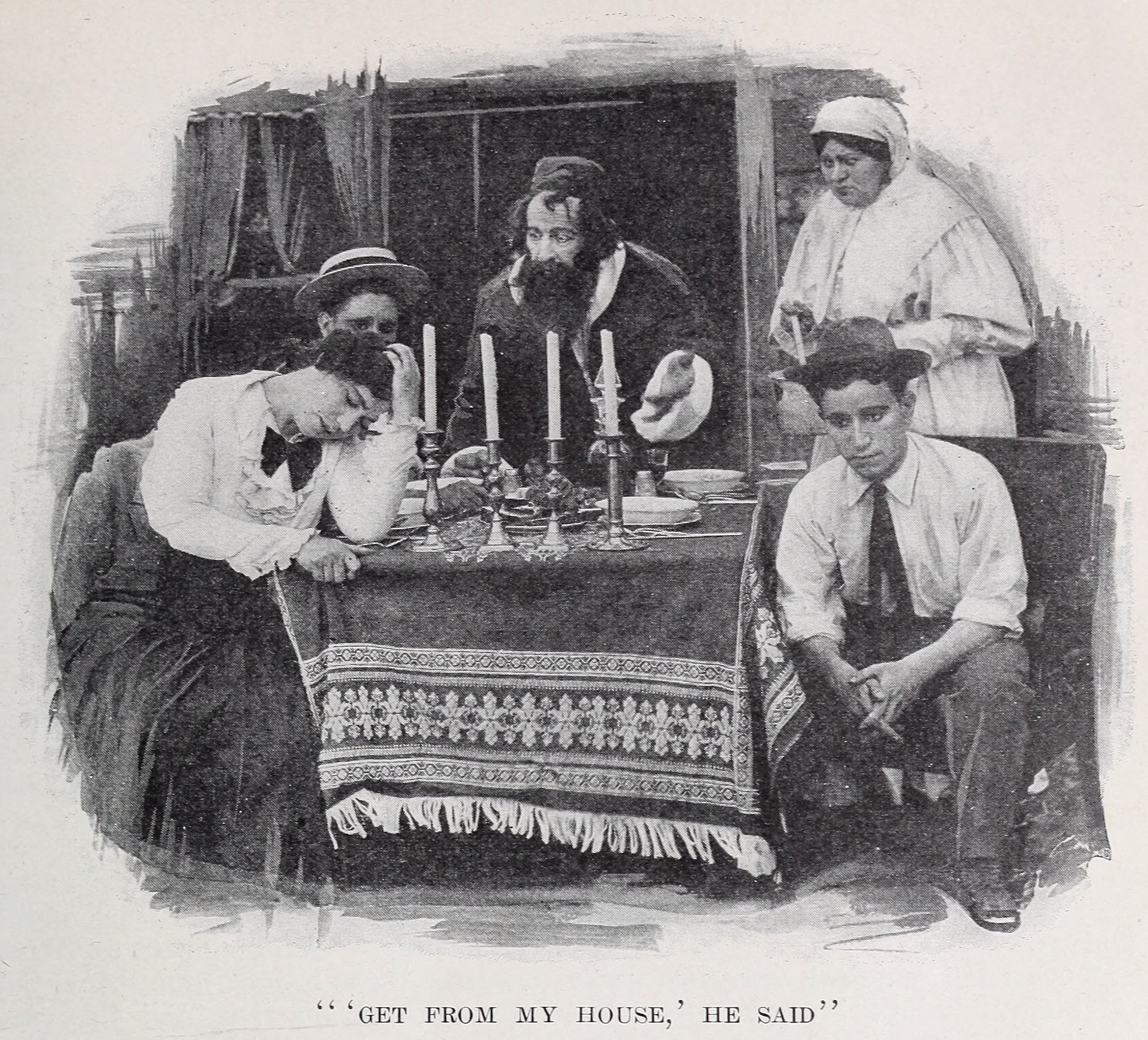
عيد الميلاد اليهودي، اسحاق يتبرأ من ابنته ليا

إنكار النسب هو السلوك الرسمي أو حالة التبرؤ من أو عدم قبول طفل ذي قرابة عصب أو نسل كعضو في العائلة أو قريب للمرء. وهو يختلف عن التخلي عن الطفل للتبني من حيث أنه يُعتبر قضية اجتماعية ولها علاقة بين الأشخاص (وبالتالي عادة ما يحدث في وقت لاحق في حياة الطفل، على الرغم من أنه يمكن التبرؤ من الأطفال من قِبل آبائهم في مراحل مبكرة جدًا من أعمارهم أيضًا) وأنه لا يتضمن أي ترتيبات للرعاية المستقبلية. وفي إطار هذا المعنى فإنه يتشابه مع الطلاق أو الفسخ (المتعلق بالزوج). وقد يستلزم إنكار النسب الحرمان من الإرث أو النفي الأسري أو الاجتناب، وغالبًا ما يجمع بين الثلاثة.
وإنكار النسب يكون في كثير من الأحيان من الإجراءات المحرمة؛ وفي العديد من النظم القانونية المعاصرة، يُعتبر شكلاً من أشكال إهمال الأطفال ويتعارض مع القانون في معظم الدول. وفي حالات نادرة للغاية، يتقبل المجتمع ومؤسساته عملاً من أعمال إنكار النسب. وفي مثال من هذه الأمثلة، كان للسياسي البريطاني ليو أمري ابنان بالغان، وبلغ كلاهما سن الرشد خلال الحرب العالمية الثانية؛ وحارب أحدهما في القوات البريطانية، في حين أن الآخر، جون أمري (John Amery)، شارك مع ألمانيا النازية وأذاع أعمالاً دعائية إذاعية إلى وطنه. وبعدما وضعت الحرب أوزارها في عام 1945، تمت محاكمة وإعدام جون أمري بسبب الخيانة، وعندئذٍ طلب والد الفقيد، وحصل بالفعل على، إذن من محرري كتاب السير الذاتية من يكون من لتغيير سيرته الذاتية المأذون بها من ولدين إلى ولد واحد".